# La donna della mia vita
La donna della mia vita è un film del 2010 diretto da Luca Lucini.

## Trama
Leonardo e Giorgio sono due fratellastri molto diversi per carattere: il primo, che vive a Milano, è sensibile e romantico, un po' imbranato con le donne; il secondo vive a Roma e, sposato con Carolina, è incostante e fanfarone e non perde occasione per tradire la moglie. Dopo un tentativo di suicidio, Leonardo conosce la violoncellista Sara senza sapere che è la ex di Giorgio, e col tempo se ne innamora. Una notte, Leonardo scopre che Sara è ancora l'appassionata amante dell'altro fratello. Fra sfasci familiari, scambi di identità, colpi di scena, euforie e depressioni, spetta alla madre Alba, ex annunciatrice televisiva, ristabilire faticosamente i rapporti familiari.

## Produzione
Con la produzione di Cattleya e con un copione scritto da Cristina Comencini e sceneggiato da sua figlia Giulia Calenda e da Teresa Ciabatti, le riprese del film cominciarono il 2 novembre 2009 a Milano, proseguendo per otto settimane. Dopo la lavorazione, Alessandro Gassmann si dichiarò «felice di aver avuto come madre la Sandrelli dopo che in passato è stata amante e moglie di papà»

## Distribuzione
Distribuito dalla Universal, dopo un'anteprima a Milano il 23 novembre, il film esordì in sole 250 sale italiane il 26 novembre 2010. Fu anche presentato alla decima edizione del Monte-Carlo Film Festival de la Comédie.
Alla fine della programmazione, La donna della mia vita incassò 2816000 €.